# Austrolimnophila spinicaudata
Austrolimnophila spinicaudata är en tvåvingeart som beskrevs av Alexander 1937. Austrolimnophila spinicaudata ingår i släktet Austrolimnophila och familjen småharkrankar. Inga underarter finns listade i Catalogue of Life.